# Дмитро Подільський
Дмитро́ (? — після 1368) — Подільський князь, васал Золотої Орди.
Точне походження і життєпис невідомі. Ймовірно, нащадок болохівських князів з дому Волинські Мономаховичі династії Рюриковичів, які вціліли під ординським протекторатом на Поділлі. На думку Л. Войтовича був правнуком меджибізького князя Бориса Ярославича. Брав участь у битві на Синіх Водах разом з Хаджибеєм і Кутлубугою проти литовців й русинів, де зазнав поразки (1362).

## Життєпис
Знаходився в повній залежності від ординських ханів та, разом з Хаджибеєм і Кутлубугом (Котлубеєм), зазнав поразки у битві на Синіх водах у 1362.
У 1362 Великий князь Литовський Ольгерд, об'єднавши сили литовців і русичів, зумів розгромити на берегах річки Сині Води трьох, згаданих вище, татарських емірів (в іншому викладі — ханів, царків, царевичів, князів) — Хачибея, Хотлубея і Дімейтера (Дейметера, Дімітрея), що прагнули не допустити відторгнення на користь Великого князівства Литовського земель Правобережної України.
Ось як цю подію зафіксував літописець у Густинському літописі: «В літо 6870 [1362] Ольгерд переміг трьох царьків татарських і з ордами їх, си є Котлубаха, Казчея [Качбея], Дмитра, і звідтіль від Подолі вигнав владу татарську. Сей Ольгерд і інші Руські держави в свою владу прийняв, і Київ під Федором князем взяв, і посадив у ньому Володимира сина свого, і почав над сими володіти, їм же батьки його данину давали».
Після битви на Синіх водах князь Дмитро, згаданий в датованому 1368 року документі угорського короля Людовика Угорського як «татарський князь Деметрій», втік разом з татарами. Зі смертю Дмитра після 1368 династія зникла остаточно.

## Діти
У князя Дмитра був один син — Федір Дмитрович († бл. 1363)